# Bibliotheca Hertziana
La Bibliotheca Hertziana è un istituto di ricerca della Società Max Planck dedicato alla storia dell'arte, con sede a Roma, nel Palazzo Zuccari.

## Storia
L'istituto fu fondato nel 1913, a seguito di un lascito della mecenate ebrea Henriette Hertz (1846-1913), come istituto di ricerca della Kaiser Wilhelm Gesellschaft per lo studio dell'arte italiana del periodo post-antico e in particolare del Rinascimento e del Barocco. Nel corso del tempo, i temi di ricerca sono stati ampliati e ora includono anche la storia dell'arte dell'Italia in un contesto globale, la storia dell'arte dell'Italia meridionale (in particolare di Napoli) e la storia del cinema. 
Gli attuali direttori sono Tanja Michalsky e Tristan Weddigen. 
La biblioteca specializzata dell'Istituto, dove sono raccolti più di 300.000 volumi, insieme alla sua fototeca ricca di oltre 800.000 fotografie, costituisce uno dei centri di documentazione più importanti al mondo sull'arte italiana.
L'edificio della biblioteca fu realizzato, con diversi ampliamenti tra i primi del '900 e gli anni '70 nel sito dell'antico giardino di palazzo Zuccari. Una importante ristrutturazione e ampliamento del Palazzo Zuccari fu affidata all'architetto Silvio Galizia (1963-1968). A novembre 2012 si è concluso il lungo lavoro di ristrutturazione e restauro, iniziato con il concorso nel 1994 e interamente finanziato dalla Germania. Diretta dall'architetto Enrico Da Gai, la ri-funzionalizzazione completa del complesso immobiliare dell'Istituto ha compreso il restauro di Palazzo Zuccari (sec. XVI), di palazzo Stroganoff (sec. XIX) e del Villino Stroganoff (sec. XIX). Per l'edificio della biblioteca (realizzato, con diversi ampliamenti tra i primi del '900 e gli anni '70 nel sito dell'antico giardino di palazzo Zuccari) si è optato per l'integrale demolizione e ricostruzione, la cui progettazione è stata affidata, tramite un concorso internazionale, all'architetto Juan Navarro Baldeweg.